# 13633 Ivens
13633 Ivens (1995 WW17) là một tiểu hành tinh vành đai chính được phát hiện ngày 17 tháng 11 năm 1995 bởi Spacewatch ở Kitt Peak.